# Циммерман (компания)
Циммерман (нем. Zimmermann) — немецкий производитель фортепиано, существовавший с 1884 по 1945 гг. После Второй мировой войны — торговая марка клавишных музыкальных инструментов, производившихся в ГДР на государственном предприятии. После 1992 года — торговая марка пианино, которую выпускает компания Карл Бехштейн АГ.

## История

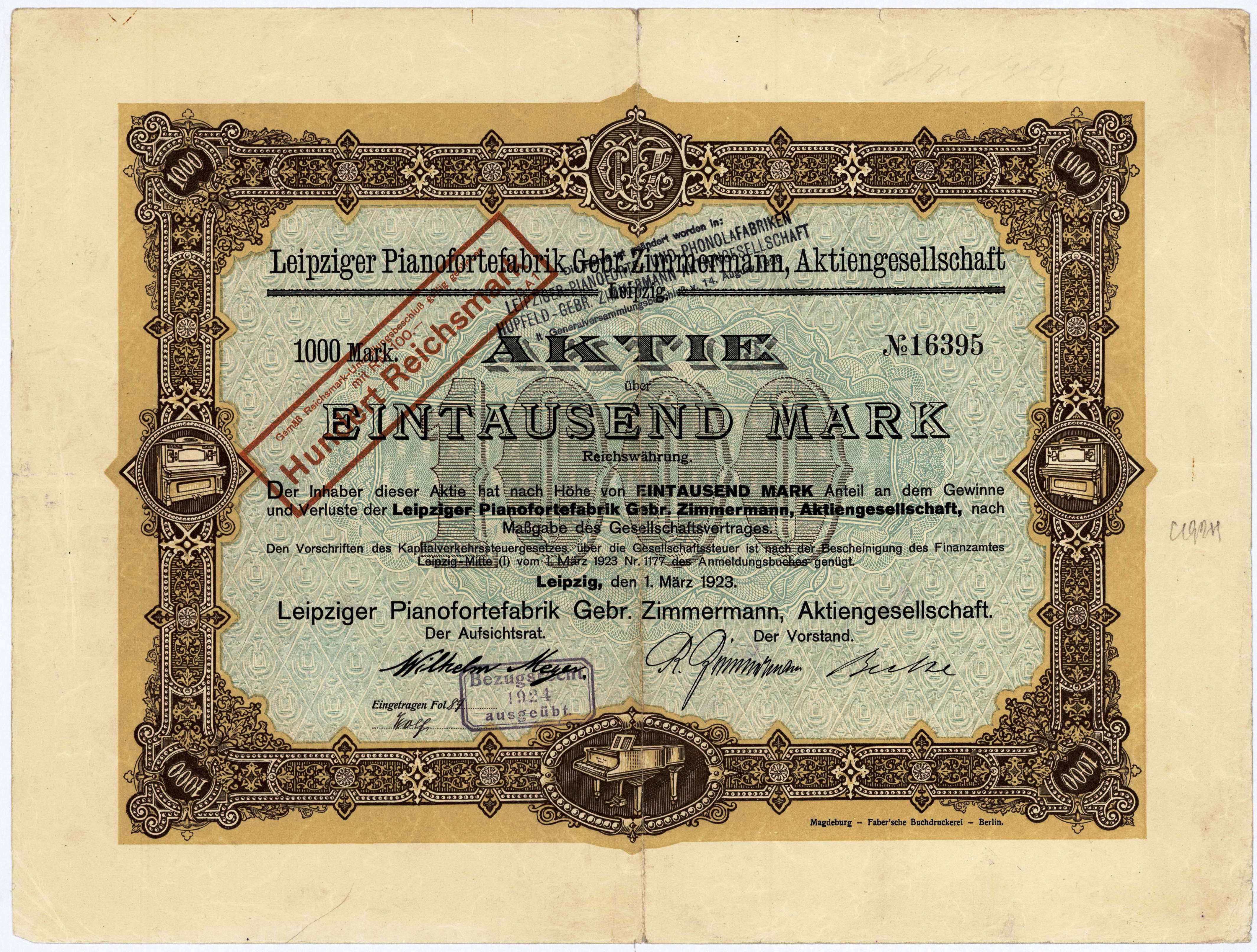
Акция фортепианной фабрики Циммермана. 1923 год

Основатели фабрики — братья Макс и Рихард Циммерман переехали в Германию из США, где ранее работали в Нью-Йорке в компании Steinway & Sons.
Фабрика по производству пианино была основана братьями в городе Мёлькау близ Лейпцига в 1884 году. С расширением производства была открыта вторая фабрика в Германии в 1904 году. К 1912 году, ежегодно компания выпускала свыше 10 000 инструментов и стал одним из крупнейших производителей пианино в Европе.
Позднее компания стала одним из ведущих мировых производителей. После окончания Второй Мировой Войны, фабрика, выпускавшая инструменты под маркой Zimmermann, находилась в ГДР и называлась "Народным предприятием «Саксонская фабрика пианино» (VEB Sächsische Pianofortefabrik). После объединения Германии, в 1992 году фирма «Бехштейн» купила бренд и инкорпорировала его в свою товарную линейку.
К 2002 году количество фортепиано, произведенных под маркой Zimmermann достигло 434 053 экземпляров
По состоянию на 2018 год, две модели пианино под маркой Zimmermann производятся фирмой «К. Бехштейн АГ» с головным офисом в Берлине на фабрике в городе Зайфхеннерсдорф рядом с границей с Чехией в Саксонии.

## Интересные факты
- Однофамилец братьев Циммерманов, русский предприниматель немецкого происхождения Юлиус Циммерман в начале XX века производил фортепиано под собственной маркой «Jul. Heinr. Zimmermann», после того как в 1904 году приобрел фортепианную фабрику Густава Фидлера в Лейпциге. Производство роялей также было развернуто на его фабрике в Санкт-Петербурге, существовавшей с 1883 года. В Москве магазин музыкальных инструментов, принадлежащий Юлию Циммерману, располагался на четырех этажах здания на Кузнецком мосту — престижном торговом месте в центре Москвы. Во время немецких погромов в мае 1915 года бесчинствующая толпа сбрасывала рояли с 4 этажа на улицу. В советское время на базе национализированной фабрики предпринимателя был создан Ленинградский завод духовых инструментов. С 1991 года предприятие стало называться ОАО «Завод духовых музыкальных инструментов»[4][5].

- На трофейном пианино Циммерман училась играть будущая советская и российская эстрадная певица Алла Пугачева, в детстве мать заставляла её заниматься на нём не менее 3 часов в день[6].